# سيداف أوليفيري
سيداف أوليفيري (الاسم العلمي:Pteropyrum olivieri) هي نوع من النباتات يتبع جنس السيداف من فصيلة البطباطية.